# 村山籌子
村山 籌子（むらやま かずこ、1903年〈明治36年〉11月7日 - 1946年〈昭和21年〉8月4日）は、日本の児童文学作家。動物や野菜などを主人公とした、ユーモアとウイットにあふれる童話を多数執筆した。夫は村山知義、息子は児童劇作家の村山亜土。

## 経歴
1903年（明治36年）、父・岡内徳次郎、母・寛（ゆたか）の長女として香川県高松市に生まれる。家業は祖父の岡内喜三が創業した漢方薬を製造販売する岡内千金丹本舗で、全国的にも名の知られた商家であった。1916年（大正5年）、香川県立高松高等女学校に入学。水泳を得意とし在学中に高松藩の游泳術である水任流を身につけ、その一方、婦人之友社の雑誌『新少女』に和歌で入賞するなど、熱心な読者投稿者でもあった。
1920年（大正9年）、高松高等女学校を卒業、翌年、東京雑司ヶ谷の自由学園高等科に第一期生として入学する。1922年（大正11年）12月、園長の羽仁もと子のすすめで雑誌『婦人之友』にルポ「ミセス安仁大森の有隣園を観る」を寄稿する。
1923年（大正12年）4月、自由学園を卒業、籌子は卒業生代表として感謝のことばを述べる。その後、婦人之友社に入社、記者となり、高村光太郎、徳田秋声、島崎藤村、佐藤春夫らの訪問記などを書く。1924年（大正13年）、この年より雑誌『子供之友』（婦人之友社）に童謡・童話を発表、同誌の編集に携わる。夏頃、村山知義と自由学園講堂にて結婚式をあげる。筆名も岡内籌子から村山籌子となる。翌年、長男の亜土が生まれる。
1926年（大正15年・昭和1年）、この年に結成された童話作家協会の会員となる。1929年（昭和4年）、この年に創立された日本プロレタリア作家同盟の同盟員となる。1930年（昭和5年）5月、夫の知義が治安維持法違反で逮捕され（12月に出所）、知義をはじめ同事件で検挙された小林多喜二、中野重治らのための差し入れや手紙執筆などに奔走する。
1931年（昭和6年）11月、アニメーション「三匹の小熊さん」が婦人之友社家庭合理化展で初公開される。籌子の童話に知義が絵を付けた作品を元にしたもので、岩崎昶が監督を務めた。
1932年（昭和7年）1月、イタリア語から翻訳した『ピノッキオの冒険』の連載を『婦人之友』誌にて始める（11月まで）。4月、知義がまた逮捕され（出所は翌年の12月）、知義、蔵原惟人、中野重治らのためにまたも奔走する。1933年（昭和8年）2月20日、小林多喜二が逮捕され拷問により死去する。報をうけた籌子は弔問し、赤い薔薇の花を捧げる。
1934年（昭和9年）、この年より『子供之友』では古川アヤ、翌年には落合ユキ子の筆名で作品を発表するようになるが、1935年5月を最後に同誌への発表は中止され、1936年（昭和11年）からは主に作品発表の場を『コドモノクニ』（婦人画報社）に移す。1937年（昭和12年）、夏から秋にかけて微熱を訴える。1939年（昭和14年）、喀血し小石川竹早町の塚原医院に入院する。
1940年（昭和15年）8月、知義が逮捕され（出所は1942年6月）、生活に追われるようになる。1945年（昭和20年）3月、知義は朝鮮に亡命する。5月25日、籌子は東京空襲で被災、肋膜炎を再発して重症となり、鶴川に疎開する。その後、鎌倉市長谷の陣ノ内鎮の家の2階に移る。12月、知義が朝鮮から帰国、陣ノ内は二人に家を譲り隣の空き家に移る。
1946年（昭和21年）2月頃、大腸カタルを併発し、さらに衰弱する。3月、この年に創立された児童文学者協会の会員となる。7月中頃より重態に陥る。8月4日、知義に長い遺言を述べた同日の夜、死去。8月9日、児童文学者協会および新協劇団による合同の告別式が行われる。8月30日、病床で補訂していた初めての単行本である『きりぎりすのかひもの』（教養社）が出版される。
1947年（昭和22年）4月、知義の『亡き妻に』（桜井書店）が出版、10月、知義編による『ありし日の妻の手紙』（桜井書店）が出版される。
1996年（平成8年）8月4日、没後50年を記念して生まれ故郷の高松市に籌子の詩碑が建てられる。碑文は次のように刻まれている。「われは　ここに生まれ　ここに遊び　ここに泳ぎ　ここに眠るなり　しづかなる　瀬戸内海の　ほとりに」。
2023年（令和5年）に生誕120年を迎え、地元では再評価されつつある。2024年には、作曲家・ピアニストの野村誠が籌子の童話「ライオンの大ぞん」に曲をつけ合唱曲とし3月3日に高松市美術館でおこなわれたコンサートで披露し、8月23日からは高松市屋島山上の交流拠点施設「やしまーる」で村山籌子の業績を紹介する展示が始まり、紙芝居や1931年に制作されたアニメ「三匹の小熊さん」が上演された。

## 著書

### 童話集・絵本
- 『きりぎりすのかひもの』（教養社、1946年）絵：村山知義
- 『おねこさんときんのくつ』（ニューフレンド、1947年）絵：村山知義
- 『川へおちた玉ねぎさん』（ニューフレンド、1948年）絵：村山知義
- 『のんきな犬さん』（ニューフレンド、1948年）絵：村山知義
- 『あひるさんとにわとりさん』（ニューフレンド、1948年）絵：村山知義
- 『ママのおはなし』（童心社、1966年）絵：村山知義ほか
- 『しっぽをなくしたねずみさん』（小峰書店、1970年）絵：小野かおる
- 『かくれんば』（フレーベル館、1972年）絵：村山知義
- 『あめくん』（フレーベル館、1973年）絵：林義雄
- 『3びきのこぐまさん』（婦人之友社、1986年）絵：村山知義
- 『リボンときつねとゴムまりと月 村山籌子作品集1』（JULA出版局、1997年）絵：村山知義
- 『あめがふってくりゃ 村山籌子作品集2』（JULA出版局、1998年）絵：村山知義
- 『川へおちたたまねぎさん 村山籌子作品集3』（JULA出版局、1998年）絵：村山知義
- 『なくなったあかいようふく』（福音館書店、2002年）絵：村山知義 再話：村山亜土
- 『かさをかしてあげたあひるさん』（福音館書店、2010年）絵：山口マオ

### 紙芝居
- 『きたない手をして』（童心社、1968年）絵：村山知義
- 『おねぼうなじゃがいもさん』（童心社、1971年 のち1998年）脚本・絵：村山知義
- 『おねこさんと金のくつ』（教育画劇、1974年）
- 『おなべとやかんとふらいぱんのけんか』（童心社、1976年）脚本：堀尾青史 絵：田畑精一
- 『だいこんのとこやさん』（童心社、1977年 のち1991年）脚本：堀尾青史 絵：瀬名恵子
- 『あひるさんとにわとりさん』（童心社、2002年）脚本：村山亜土 絵：村山知義
- 『三びきのこぐまとひよこ』（童心社、2002年）脚本：村山亜土 絵：村山知義
- 『三びきのこぐまとケーキ』（童心社、2002年）脚本：村山亜土 絵：村山知義
- 『かわいいやぎさんのおひげ』（童心社、2002年）脚本：村山亜土 絵：村山知義
- 『おしろさんとおくろさん』（童心社、2002年）脚本：村山亜土 絵：和歌山静子
- 『かわへおちたたまねぎさん』（童心社、2002年）脚本：村山亜土 絵：長谷川知子

## 関連文献
- 村山知義『亡き妻に』（桜井書店、1947年）
- 村山知義編『ありし日の妻の手紙』（桜井書店、1947年）
- 橋本外記子『村山籌子の人間像と童話』（南の風社、2017年）ISBN 978-4862020895